# Ethel und Julius Rosenberg

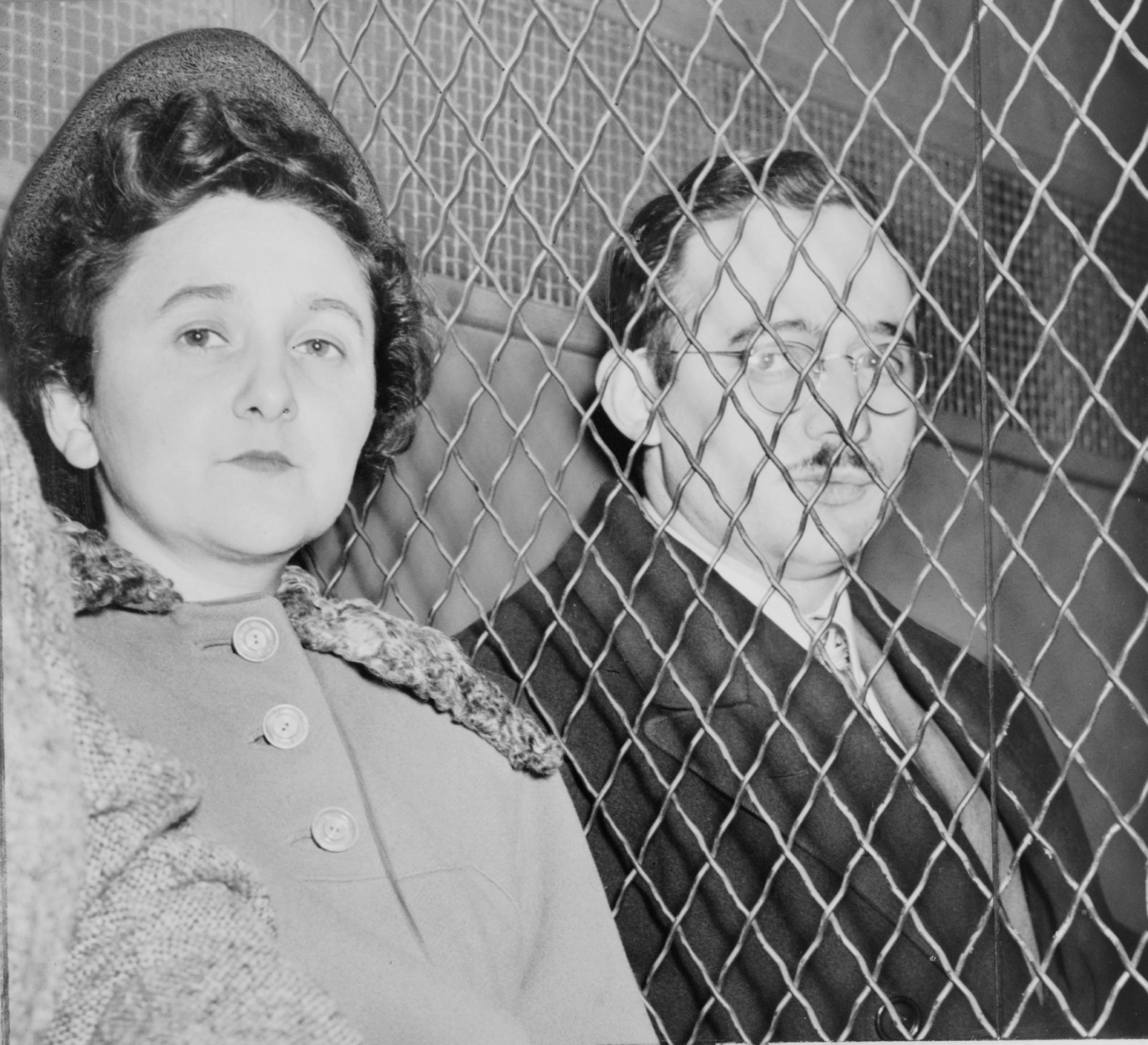
Ethel und Julius Rosenberg (1951)

Julius Rosenberg (* 12. Mai 1918 in New York; † 19. Juni 1953 in Ossining) war ein US-amerikanischer Elektrotechniker, seine Ehefrau Ethel Rosenberg (geborene Greenglass, * 28. September 1915 in New York; † 19. Juni 1953 in Ossining) war als kaufmännische Angestellte tätig. In einem Strafprozess wurde das Ehepaar wegen Spionage für die Sowjetunion zum Tode verurteilt und hingerichtet. Der Prozess erregte Anfang der 1950er Jahre, in der Hochzeit des Kalten Krieges, weltweites Aufsehen. Spätere Aussagen und freigegebene Dokumente aus den Archiven der Sowjetunion und des FBI verweisen darauf, dass die Vorwürfe der Rüstungsspionage gegen Julius Rosenberg berechtigt waren, seine Tätigkeit jedoch in keiner Weise zur Entwicklung der sowjetischen Atombombe beitragen konnte.
Ethel Rosenberg war Julius’ Lebenspartnerin und lediglich eine ideologisch treue Mitwisserin. Ihr Bruder David Greenglass belastete sie mit einer Falschaussage, um von sich selbst und seiner Frau wegen eigener Spionagetätigkeit für das sowjetische Atombombenprojekt und den daraus resultierenden schwerwiegenderen Straftaten abzulenken.
Trotz heftiger nationaler und internationaler Proteste, u. a. von Papst Pius XII., Jean-Paul Sartre, Albert Einstein, Pablo Picasso, Fritz Lang, Bertolt Brecht und Frida Kahlo, wurden beide am 5. April 1951 zum Tode verurteilt und am 19. Juni 1953 im New Yorker Staatsgefängnis Sing Sing auf dem elektrischen Stuhl hingerichtet. 

## Leben
Julius Rosenberg wurde am 12. Mai 1918 in einer New Yorker jüdischen Familie mit vier Geschwistern geboren. Er besuchte die Hebrew High School; nach dem Wunsch seines Vaters sollte er Rabbiner werden. Sein Interesse neigte sich aber der Elektrotechnik zu, deshalb nahm er nach dem Schulabgang ein Studium am City College auf und legte 1939 die Prüfungen als Elektrotechniker ab. Während der Studienzeit trat er der Young Communist League bei, einer kommunistischen Jugendgruppe. Hier lernte er auch 1936 die drei Jahre ältere New Yorkerin Ethel Greenglass kennen, ebenfalls aus einer jüdischen Familie stammend. 1939 heirateten die beiden. 1942 wurde Julius Rosenberg Vollmitglied der Kommunistischen Partei der USA (CPUSA). Im selben Jahr nahm er eine Tätigkeit als Zivilangestellter im United States Army Signal Corps auf, das hauptsächlich im Fachbereich der Radartechnik arbeitete. 1945 wurde ihm wegen seiner politischen Betätigung gekündigt, und er eröffnete eine kleine Maschinenreparatur-Werkstatt.
Die Rosenbergs hatten zwei Söhne, Robert und Michael. Nach der Hinrichtung ihrer Eltern wurden sie von dem New Yorker Ehepaar Anne und Abel Meeropol adoptiert. Zu ihrem Schutz nahmen die Kinder den Namen der Adoptiveltern an.

## Atomspionage
Weder Julius Rosenberg noch seine Ehefrau waren in die Aufklärung des US-amerikanischen Atomforschungsprojektes zur Entwicklung der Atombombe einbezogen. Lediglich Ethel Rosenbergs Bruder David Greenglass war als Maschinist und Sergeant der US-Army im Juli 1944 für zwei Wochen kurzzeitig in der Uran-Anreicherungsanlage Oak Ridge eingesetzt, bevor er im August nach Los Alamos versetzt wurde. Sein Aufgabenbereich gehörte zwar zum Manhattan-Projekt zur Entwicklung der Atombombe der USA, aber seine Zugangsmöglichkeiten zu relevanten Informationen zum Forschungsprojekt selbst waren im Sinne der Bombenentwicklung bedeutungslos.
Die Enttarnung der von Julius Rosenberg verfolgten Informationsbeschaffung für den sowjetischen Geheimdienst erfolgte mit hoher Wahrscheinlichkeit in der Zeit von Sommer 1949 bis Frühjahr 1950 durch Aussagen von Harry Gold beim FBI. Bereits seit 1947 stand er im Verdacht einer Zusammenarbeit mit dem NKWD. Zwei Vernehmungen und Haussuchungen in den Jahren 1947 sowie 1948 bei ihm und die Auswertungsarbeit der Chiffrespezialisten im VENONA-Projekt erbrachten weiteres Verdachtsmaterial, um ihn unter Druck zu setzen. Zunächst richteten sich die Untersuchungen ab Oktober 1949 auf den in Deutschland geborenen Kernphysiker Klaus Fuchs, aber auch weitere Informanten aus dem Netzwerk von Julius Rosenberg. In der Folge enttarnte das FBI dann auch David Greenglass. Am 7. Juli 1950 wurde Julius Rosenberg vom FBI wegen des Verdachts der Spionagetätigkeit verhaftet. In den 1993 geöffneten und vom Rechtsanwalt Marshall Perlin eingesehenen Unterlagen aus den 1950 und 1951 durch amerikanische Gerichte durchgeführten Verfahren gibt es keine Belege dafür, dass Ethel Rosenberg in die konspirative Arbeit ihres Ehemannes einbezogen war.

## Prozess

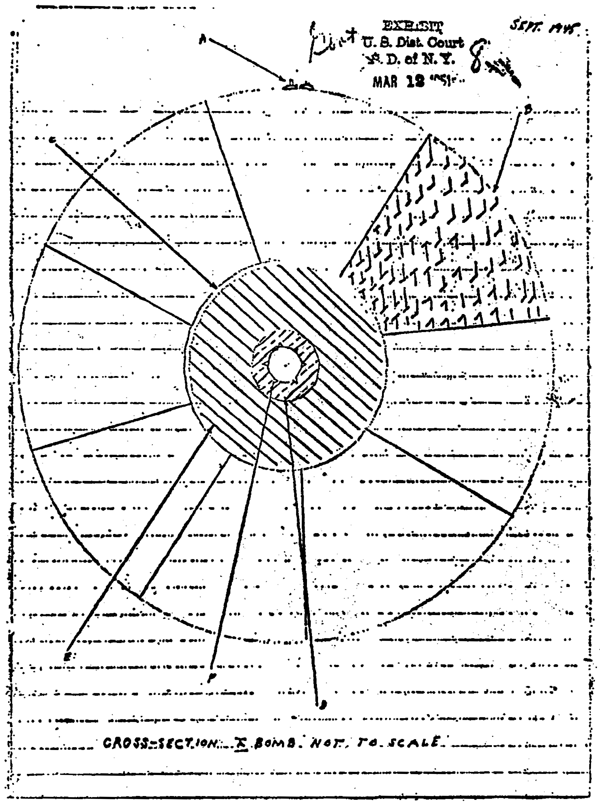
Skizze der Implosionsbombe, die David Greenglass Julius Rosenberg gab

Der Prozess gegen die Rosenbergs und den ebenfalls der Spionage verdächtigten Morton Sobell begann am 6. März 1951. Den Vorsitz hatte Irving Kaufman, Staatsanwalt war Irving Saypol. Das Ehepaar Rosenberg wurde durch den Anwalt Emanuel Hirsch Bloch vertreten. Der New Yorker Staatsanwalt Roy Cohn, der die Anklage führte, soll aus Geltungssucht einen unfairen Prozess gegen Ethel Rosenberg geführt haben. Cohn gab 1986 zu, dass die Regierung die Beweise gegen die Rosenbergs „hergestellt“ habe. Dabei spielte für die US-amerikanische Justiz David Greenglass eine bedeutsame Rolle. Als Hauptbelastungszeuge erklärte er, Ethel habe Notizen zu nuklearen Geheimnissen der USA im September 1945 in der Wohnung der Rosenbergs abgetippt. Er sagte auch aus, dass er Julius Rosenberg die Skizze eines Querschnitts einer Implosions-Atombombe (vom Typ der Atombombe von Nagasaki, Fat Man) übergeben habe. Später verweigerte er jegliche Reue für den Verrat an seiner Schwester; er habe nicht ahnen können, dass die Todesstrafe in Betracht kommen würde. Wie die übrigen Angeklagten – außer den Rosenbergs – erhielt Greenglass eine mehrjährige Gefängnisstrafe.
Der Prozess wurde erst eröffnet, nachdem sich Julius Rosenberg geweigert hatte, die ebenfalls in Haft befindlichen Führer der CPUSA als Preis für seine eigene Entlassung zu denunzieren.
Der Spionagevorwurf wurde im Prozess dahingehend verschärft, das Ehepaar Rosenberg habe der Sowjetunion maßgeblich ermöglicht, beim Bau der Atombombe mit den USA gleichzuziehen.
Am 5. April 1951 wurden Ethel und Julius Rosenberg nach Absatz 2 des Espionage Act von 1917, 50 U.S. Code 32 (heute 18 U.S. Code 794), zum Tode verurteilt. Der Espionage Act verbietet die Weitergabe oder den Versuch der Weitergabe von Informationen, die für die Landesverteidigung wesentlich sind, an ausländische Regierungen. Anhaltende Protestbewegungen wegen der vom Gericht ausgesprochenen Todesurteile sowie eingelegte Berufungen führten nicht zur Revision des Urteils. Ein Gnadengesuch wurde durch Präsident Eisenhower kurz vor der Hinrichtung abgelehnt.

## Hinrichtung
Julius Rosenberg wurde am 19. Juni 1953 auf dem elektrischen Stuhl hingerichtet. Bei der Exekution von Ethel Rosenberg wenige Minuten später kamen weitere Stromstöße zum Einsatz, als nach drei Elektroschocks noch Herztätigkeit festgestellt wurde.

## Kontroverse
Ob Ethel und Julius Rosenberg schuldig waren, ist bis heute umstritten. Sie waren die einzigen US-amerikanischen Zivilisten, die während des Kalten Krieges wegen Spionage angeklagt wurden. Sie sind außerdem die einzigen in den USA in Friedenszeiten wegen Spionage Hingerichteten. Ihr Fall bildet seitdem den Mittelpunkt einer kontroversen Diskussion über den Kommunismus in den USA. Namentlich unter Linken wird er als ein herausragendes Beispiel für die antikommunistische Hysterie der McCarthy-Jahre gesehen, von der sich das Gericht habe anstecken lassen, oder für eine regelrechte Regierungsverschwörung. Der deutsche Historiker Ilko-Sascha Kowalczuk vertritt die Ansicht, dass es sich um politisch motivierte Justizmorde handelte. Die Tatsache, dass die Rosenbergs Juden waren, spiele dabei eine Rolle. Nach dem italienischen Historiker Enzo Traverso wurden besonders die amerikanischen Juden „der Sympathie, wenn nicht gar der Komplizenschaft mit dem Kommunismus verdächtigt“, denn: „Im Kalten Krieg wurde die UdSSR zum totalitären Feind erklärt, gegen den alle Energien der ‚freien Welt‘ entfaltet werden mussten. Deshalb bestand die Gefahr, dass die Erinnerung an die Judenvernichtung und die Verbrechen der Nazis die öffentliche Meinung desorientieren.“ Ethel und Julius Rosenberg machten im Prozess auf Auschwitz aufmerksam.
In der DDR war es zwei Tage vor der Hinrichtung zum Aufstand des 17. Juni gekommen, den die SED kurz darauf zum Putschversuch erklärte. Die Professoren Ernst Engelberg, Hans Mayer und Wilhelm Eildermann unterstützten die Einschätzung der SED, indem sie öffentlich erklärten, dass „die gleichen faschistischen Kreise, die erst die Konterrevolution in der DDR organisiert hätten, nun Ethel und Julius Rosenberg hinrichteten“. Gemeint waren die „sich faschisierenden Adenauer- und Eisenhower-Staaten“.
Die meisten Historiker glauben heute aber an eine Schuld Julius Rosenbergs. So ist der amerikanische Historiker John Earl Haynes davon überzeugt, dass er durch die seit 1995 bekannten Venona-Papiere eindeutig als Kopf des sowjetischen Spionagerings identifiziert wird. Dafür, dass er an der Weitergabe militärischer Informationen an den sowjetischen Geheimdienst GRU beteiligt war, spricht auch die Aussage des damaligen Führungsoffiziers beim NKWD, Alexander Feklisow, nach dem Ende des Kalten Kriegs. Ethel Rosenberg hingegen wurde von Feklisow weitgehend entlastet, sie hätte ihre Unschuld beweisen können, blieb aber treu und sei daher vermutlich unschuldig hingerichtet worden. Später stellte sich auch heraus, dass die Notizen, die angeblich von Ethel abgetippt worden waren, wenig Nutzbares für das sowjetische Atombombenprojekt enthielten, wohl aber sonstige militärische Geheimnisse.
In einem Bericht des NKWD an Lawrenti Beria vom 28. Februar 1945 wurde Ethels Bruder David Greenglass als wesentlicher Spion für die sowjetische Atombombe genannt.
Später gab der damalige Attorney General, William P. Rogers, zu, dass das Todesurteil gegen Ethel als Bluff benutzt werden sollte, um Julius dazu zu bringen, die Namen weiterer Spione zu verraten, und dass Ethel ihre Unschuld hätte beweisen können; insbesondere hoffte man, dass ihre „mütterlichen Instinkte“ ihre ideologische Linientreue brechen würden. Da beide ihr im 5. Zusatzartikel zur Verfassung der Vereinigten Staaten verankertes Recht wahrnahmen, sich nicht selbst zu belasten, ging diese Strategie nicht auf. Nach John Earl Haynes ist eine Mittäterschaft Ethel Rosenbergs durchaus nachweisbar, doch habe sie sich in weit geringerem Maße schuldig gemacht als ihr Bruder und ihr Mann: Wenn die Venona-Papiere beim Prozess vorgelegen hätten, wäre sie verurteilt worden, aber sicher nicht zum Tod.
Jahrzehnte später wurde dank des Einsatzes des Rechtsanwalts Marshall Perlin, des Vorsitzenden des Rosenberg-Komitees, ein Großteil der Prozessakten zugänglich. Zugleich versuchte er, einen Prozess anzustrengen, um die Freisprechung der Rosenbergs zu erreichen. Dabei erklärte der Vorsitzende Richter 1993, es habe damals keine wirklichen Beweise für eine Beteiligung der Rosenbergs gegeben.
Der 1951 im Prozess mitangeklagte Morton Sobell erklärte in einem Interview mit der New York Times vom 11. September 2008, dass Julius Rosenberg als Spion tätig gewesen sei, der neben anderen Daten zu Rüstungsprojekten auch Details zur Atombombe weitergegeben habe. Die von Rosenberg weitergegebenen Daten zur Atombombe seien aber im Wesentlichen nur zur Bestätigung der Daten anderer Atomspione benutzt worden. Ethel Rosenberg habe davon gewusst, sich aber nicht aktiv beteiligt. So wird vermutet, dass Ethel Rosenberg nur deshalb mitangeklagt wurde, um ihren Mann zu bewegen, den Behörden weitere Namen von Spionen zu nennen.
Im Jahr 2008 wurde ein bis dahin unter Verschluss gehaltenes Interview veröffentlicht, in welchem Richard Nixon, damals Vizepräsident unter Eisenhower, eingestand, „dass im Prozess erhebliche Fehler gemacht wurden“ und „Belastungsmaterial manipuliert“ wurde.
Die Weitergabe wichtiger Informationen zum Bau der Atombombe an die Sowjetunion erfolgte vielmehr durch Theodore Alvin Hall, einen Wissenschaftler und Doppelagenten in Los Alamos, wie dieser selbst 1995 eingestand. Er wurde nie enttarnt und nie angeklagt.
Im Jahr 2015 forderten die Söhne der Rosenbergs, Robert und Michael Meeropol, die US-Regierung auf, ihre Mutter Ethel Rosenberg offiziell zu rehabilitieren. Im Januar 2017 appellierten sie erneut an den US-Präsidenten Barack Obama, noch vor seinem nahen Amtsende anzuerkennen, dass das Todesurteil gegen Ethel Rosenberg unrechtmäßig gewesen sei. Dieses Bittgesuch wurde von 50.000 Unterzeichnern unterstützt. Entsprechende Aktionen seitens der Obama-Regierung erfolgten nicht.

## Wirkung
Der Rosenberg-Prozess wurde in drei bedeutenden amerikanischen Romanen der 1960er und 1970er Jahre

thematisiert:
- Sylvia Plath: The Bell Jar (1963), deutsch: Die Glasglocke, verfilmt von Larry Peerce
- E. L. Doctorow: The Book of Daniel (1971), deutsch: Das Buch Daniel, verfilmt von Sidney Lumet
- Robert Coover: The Public Burning (1977), deutsch: Die öffentliche Verbrennung

Film, Musik und Fernsehen:
- In Charlie Chaplins Film Ein König in New York (A King in New York) von 1957 nimmt ein mittelloser entmachteter König Kontakt zur Atomenergiekommission auf, um eine Utopie zu verwirklichen, lernt einen Schulzeitungsautor kennen, dessen Eltern als Kommunisten im Gefängnis sitzen, und wird selbst als angeblicher Kommunist verhört.
- 1975 entsteht der französische TV-Film Die Rosenbergs dürfen nicht sterben mit Marie-José Nat und Gilles Ségal.
- 1982 nahm Bob Dylan den Song Julius and Ethel bei den Sessions zu seinem Album Infidels auf, der nie veröffentlicht wurde (Outtake).
- Auf der Basis des Romans von E. L. Doctorow drehte Sidney Lumet 1983 den Film Daniel. Da es sich um eine Fiktionalisierung der Geschehnisse handelte, hießen die Rosenbergs nun Paul und Rochelle Isaacson und wurden von Mandy Patinkin und Lindsay Crouse gespielt. Gezeigt wurde der Kampf ihres Sohnes Daniel um Gerechtigkeit für seine Eltern. Darsteller waren Timothy Hutton, Ed Asner, Ellen Barkin, Amanda Plummer und John Rubinstein.
- In im New York spielenden Film e-m@il für Dich von 1998 wird die Figur Frank Navasky als größter lebender Experte zu Julius und Ethel Rosenberg vorgestellt – die Rosenbergs finden dreimal Erwähnung.
- In Angels in America, einem 2003 nach dem gleichnamigen Bühnenstück von Tony Kushner entstandenen Fernseh-Sechsteiler, erscheint Ethel Rosenberg ihrem „Henker“ Roy Cohn (der die Anklage als Staatsanwalt führte, s. o.), als dieser 1986 an AIDS stirbt. Das Bühnenstück war u. a. mit dem Pulitzer-Preis und dem Tony Award ausgezeichnet worden.
- Jean Ferrat veröffentlichte 1979 einen Brief von Ethel Rosenberg an ihre Söhne als Chanson mit dem Titel Si nous mourons.
- In Roger Waters´ Werk Amused to Death finden die Rosenbergs Erwähnung im Song Watching TV :
 "... She's different from Anne Boleyn
She's different from the Rosenbergs
And from the unknown Jew. [...]"
- Billy Joel zählt auch die Rosenbergs in seinem Lied We Didn't Start The Fire über markante bzw. problematische Ereignisse der neueren Geschichte der USA auf.

Kuba ehrte das Ehepaar Rosenberg anlässlich des 25. Jahrestags seiner Hinrichtung mit einer 1978 herausgegebenen Briefmarke (Mi-Nr. 2362). In der DDR wurden in verschiedenen Orten Straßen und Brücken nach Ethel und zum Teil auch nach Julius Rosenberg benannt. Diese Straßenwidmungen sind größtenteils noch vorhanden.